# Odprto prvenstvo Avstralije 1980
Odprto prvenstvo Avstralije 1980 je teniški turnir, ki je potekal med 26. decembrom 1979 in 4. januarjem 1980 v Melbournu.

## Moški posamično
Brian Teacher :  Kim Warwick 7–5, 7–6(7–4), 6–3

## Ženske posamično
Hana Mandlíková :  Wendy Turnbull 6–0, 7–5

## Moške dvojice
Mark Edmondson /  Kim Warwick :  Peter McNamara /  Paul McNamee 7–5, 6–4

## Ženske dvojice
Betsy Nagelsen /  Martina Navratilova :  Ann Kiyomura /  Candy Reynolds 6–4, 6–4